# Klan Čósokabe

Emblém klanu Čósokabe

Klan Čósokabe (japonsky: 長宗我部氏, Čósokabe-udži) byl japonský samurajský klan zaujímající významné postavení během období Sengoku. Klan sídlil v provincii Tosa. Klan je také známý pod jménem Čósokame (長曾我部). Motočika Čósokabe, 21. hlava klanu, dokázal v 16. století sjednotit pod svou vládou ostrov Šikoku. Jeho syn Moričika byl po Obléhání Ósaky 11. května 1615 spolu se svými syny sťat a poté se klan propadl do nevýznamnosti.
Mezi vazaly klanu patřili Tadasumi Tani, Čikanao Hisatake, Takajori Jošida, Šigetoši Jošida, Masašige Jošida.
Sókabe Širó, misionář v 19. století, byl potomkem klanu Čósokabe.